# CD Kei Lun
CD Kei Lun (celým názvem: Clube Desportivo Kei Lun; čínsky znaky tradiční 基聯體育會) je čínský fotbalový klub, který sídlí ve zvláštní správní oblasti Čínské lidové republiky Macao. Založen byl v roce 1996. Klubové barvy jsou černá, modrá a bílá. Od sezóny 2016 působí v macajské nejvyšší fotbalové soutěži.
Své domácí zápasy odehrává na Estádio Campo Desportivo s kapacitou 16 272 diváků.

## Historické názvy
Zdroj: 
- 1996 – CD Kei Lun (Clube Desportivo Kei Lun)

## Umístění v jednotlivých sezonách
Stručný přehled
Zdroj: 
- 2003–2004: Campeonato da 2ª Divisão
- 2005: Campeonato da 1ª Divisão
- 2006–2012: Campeonato da 2ª Divisão
- 2013–2014: Liga de Elite
- 2015: Campeonato da 2ª Divisão
- 2016– : Liga de Elite

Jednotlivé ročníky
Zdroj: 
Legenda: Z - zápasy, V - výhry, R - remízy, P - porážky, VG - vstřelené góly, OG - obdržené góly, +/- - rozdíl skóre, B - body, červené podbarvení - sestup, zelené podbarvení - postup, fialové podbarvení - reorganizace, změna skupiny či soutěže
| Macao (2003 – ) |                          |        |     |     |     |     |     |     |     |     |        |
| Sezóny          | Liga                     | Úroveň | Z   | V   | R   | P   | VG  | OG  | +/- | B   | Pozice |
| 2003/04         | Campeonato da 2ª Divisão | 2      | ... | ... | ... | ... | ... | ... | ... | ... |        |
| 2005            | Campeonato da 1ª Divisão | 1      | 14  | 2   | 1   | 11  | 13  | 40  | -27 | 7   | 8.     |
| 2006            | Campeonato da 2ª Divisão | 2      | 8   | 2   | 2   | 4   | 10  | 18  | -8  | 8   | 6.     |
| 2007            | Campeonato da 2ª Divisão | 2      | 7   | 1   | 2   | 3   | 13  | 14  | -1  | 5   | 7.     |
| 2008            | Campeonato da 2ª Divisão | 2      | 9   | 4   | 3   | 2   | 21  | 15  | +6  | 15  | 5.     |
| 2009            | Campeonato da 2ª Divisão | 2      | 9   | 4   | 2   | 3   | 33  | 23  | +10 | 14  | 6.     |
| 2010            | Campeonato da 2ª Divisão | 2      | 9   | 4   | 3   | 2   | 23  | 10  | +13 | 15  | 4.     |
| 2011            | Campeonato da 2ª Divisão | 2      | 8   | 2   | 1   | 5   | 9   | 17  | -8  | 7   | 7.     |
| 2012            | Campeonato da 2ª Divisão | 2      | 9   | 7   | 1   | 1   | 23  | 11  | +12 | 22  | 2.     |
| 2013            | Liga de Elite            | 1      | 18  | 2   | 1   | 15  | 16  | 80  | -64 | 7   | 9.     |
| 2014            | Liga de Elite            | 1      | 16  | 0   | 1   | 15  | 10  | 82  | -72 | 1   | 9.     |
| 2015            | Campeonato da 2ª Divisão | 2      | 18  | 10  | 5   | 3   | 43  | 25  | +18 | 35  | 2.     |
| 2016            | Liga de Elite            | 1      | 18  | 3   | 3   | 12  | 16  | 59  | -43 | 12  | 8.     |
| 2017            | Liga de Elite            | 1      | 18  | 8   | 3   | 7   | 46  | 32  | +14 | 27  | 4.     |
| 2018            | Liga de Elite            | 1      | 18  |     |     |     |     |     |     |     |        |